# 대구향교
대구향교(大邱鄕校)는 대구광역시 중구 명륜로 112(남산동)에 있는 향교(鄕校)이다.

## 개요
조선 태조 7년(1398년)에 현유(賢儒)의 위패를 봉안· 배향하고 지방민의 교육과 교화를 위해 교동에 창건되었다. 당시에는 대성전과 명륜당이 있었으며, 정종 2년(1400년)에 불타서 곧 재건하였다. 《신증동국여지승람》(新增東國輿地勝覽)에는 향교가 대구부 동쪽 2리에 있었다고 적고 있는데, 임진왜란 때 소실된 것을 선조(宣祖) 32년(1599년) 달성공원 자리에 옮겨 재건하였다가 동왕 38년(1605년) 다시 교동으로 이건하였다.
조정과 사림이 추진한 오현종사(五賢從祀)에서 정인홍(鄭仁弘) 등이 오현에 든 인물 가운데 이황(李滉)이나 이언적(李彦迪)에 대한 문묘 종사는 부당하다고 주장하는 등 논란이 일었을 때, 선조 37년(1604년) 대구향교에서도 유생들이 모여 해당 문제를 논의하고 품정해줄 것을 요청하기도 했다(《모당집》).
인조(仁祖) 3년(1625년)에 향교의 명륜당을 중건하였다. 순조(純祖) 6년(1806년) 경상도관찰사가 된 윤광안(尹光顔)이 그 해 양월(10월)에 향교에서 향음주례(鄕飮酒禮)를 행했다는 기록이 칠곡의 유생 이동급(李東汲)의 문집 《만각재집》(晚覺齋集)에 남아있다.
1932년에 총독부에 의해 대성전과 동·서무, 명륜당 등 주요 건물이 현재의 위치로 이건되었다.
해방 이후인 1945년 대성중학원(이듬해 대성중학교로 승격)을 설립하였고, 11월 7일 대구 지역의 한국민주당 · 국민당 · 조선공산당 · 조선인민당(결성준비위) 등 6개 정당이 대구향교에 모여 경북독립촉진회를 결성하였다. 이승만의 주창으로 이미 서울에서도 좌우 이념이나 정파를 넘어 결성된 독립촉성중앙협의회의 강령을 쫓아 이루어진 것으로, 3.1운동 당시 대구 출신의 기독교계 인사이자 민족대표의 한 사람이었던 이갑성과, 돈암장을 드나들며 이승만 등 우익 거물들과도 교분이 잦았던 이경희에 의해 특히 경북에서 일찍 결성되었다. 촉진회는 1) 독립 촉진을 위하여 민족의 총단결을 도(圖)함 2) 생산을 장려하여 민중생활의 안정을 기함 3) 계몽운동을 진기하여 민도 향상을 기함 4) 일본제국주의 잔재의 일소를 기함 등의 행동 강령을 도민들에게 주지시켰으며, 대구의 좌파세력 일부도 경북독립촉진회에 가담하였다. 대성중학원은 이후 1947년에 대구대학교 설립을 인가받아 명륜당에 개설하였으며, 1948년에 대구중학교를 설립하였다. 또한 이 해에 남조선과도정부 법령 제194호에 의거하여 재단법인 경상북도 향교재단의 설립을 인가받았다.
1974년 명륜당과 삼문, 사무실이 중건되었으며, 1981년에 대구시가 직할시로 승격되면서 재단법인 대구직할시 향교재단 설립을 인가받았다.
1990년에는 동·서재와 낙육재가 복원되었다. 1995년에 유림회관을 신축하였다.

## 주요 건물

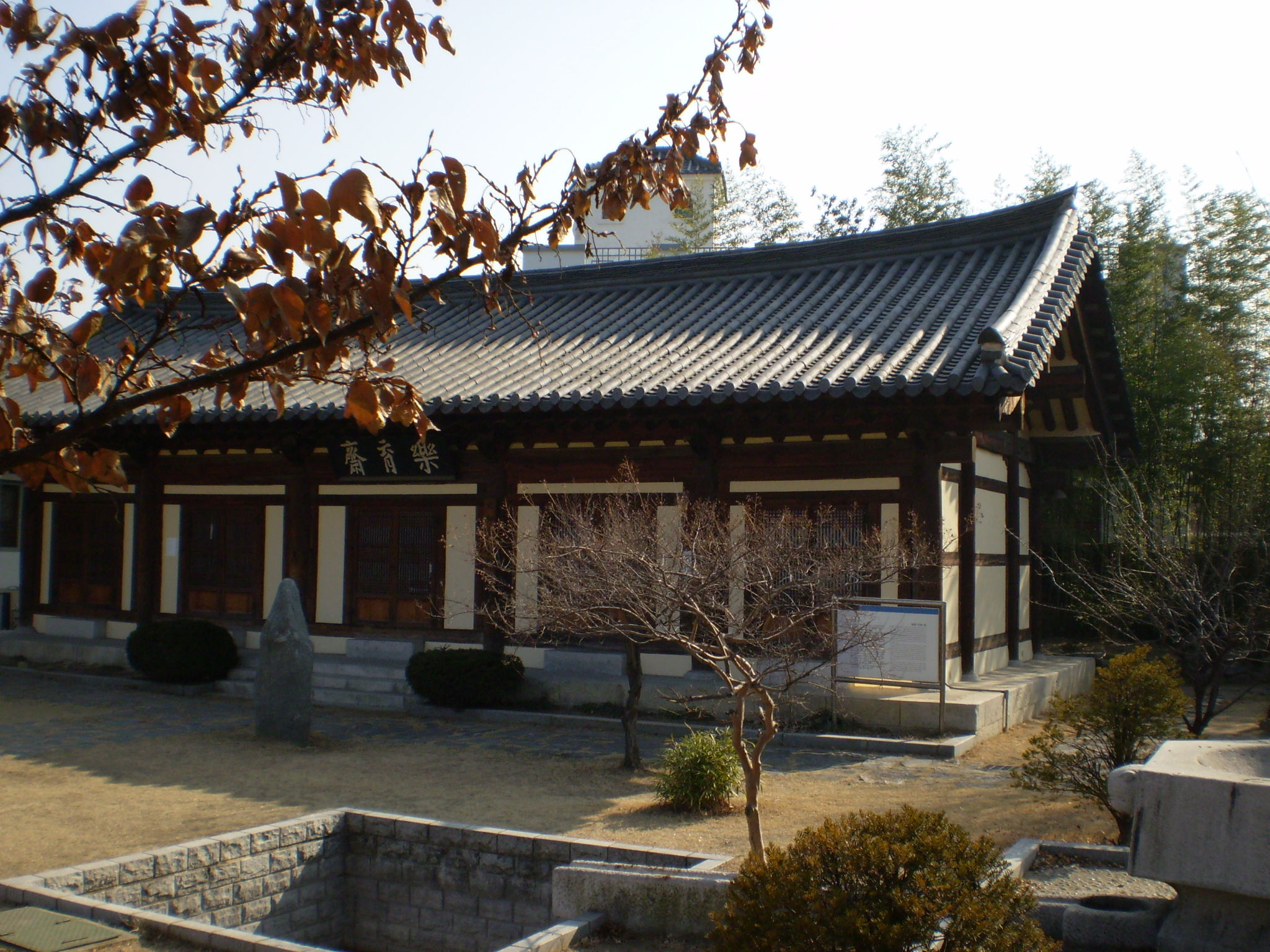
대구향교 낙육재

현존하는 건물로는 대성전·명륜당 · 동재(東齋) · 서재(西齋) · 문묘 · 삼문 등이 있으며, 향교 내에는 대구성(大邱城)의 축성 및 유래를 기록한 축성비와 수성비, 경상도관찰사 · 판관 · 군수 등을 지냈던 사람들의 불망비(不忘碑) · 송덕비 등이 옮겨져 있다. 대성전에는 5성(五聖), 공문10철(孔門十哲), 송조6현(宋朝六賢), 한국 18현의 위패를 봉안하고 있다.

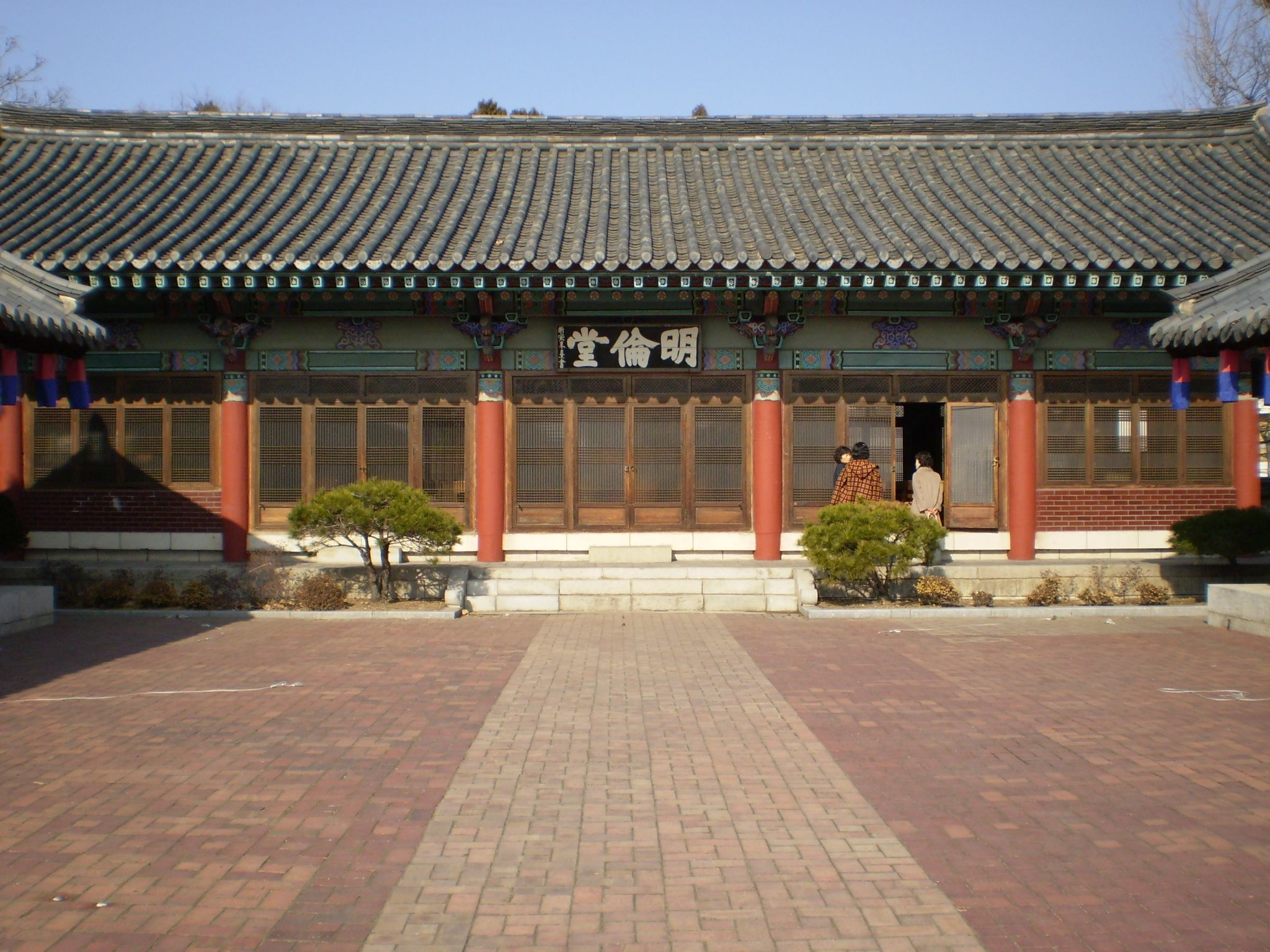
대구향교 명륜당

대성전(大成殿)

명륜당(明倫堂) · 동서재(齋)
앞 5칸, 옆 2칸. 맞배지붕으로 되어 있다. 대성전과 같은 시기에 창건되었으며, 향교 안에서 대성전과 나란히 꼽히는 기본건물로써 대구 지역의 유림들이 모여 학문을 강론하고 도의를 닦던 곳이다. 교동에서 이건되기 직전의 대구향교는 대성전을 앞에 두고 명륜당이 뒤에 오는, 경주향교(慶州鄕校)나 경산향교(慶山鄕校)와 같은 전묘후학(前廟後學)의 형태를 갖추고 있었지만, 1931년에 향교가 이건된 뒤에는 성주향교(星州鄕校)와 같이 대성전 옆에 명륜당이 위치하는 좌묘우학(左廟右學)의 배치를 갖추게 되었다. 건물이 노후되자 1974년 콘크리트 와즙으로 중건하였다.

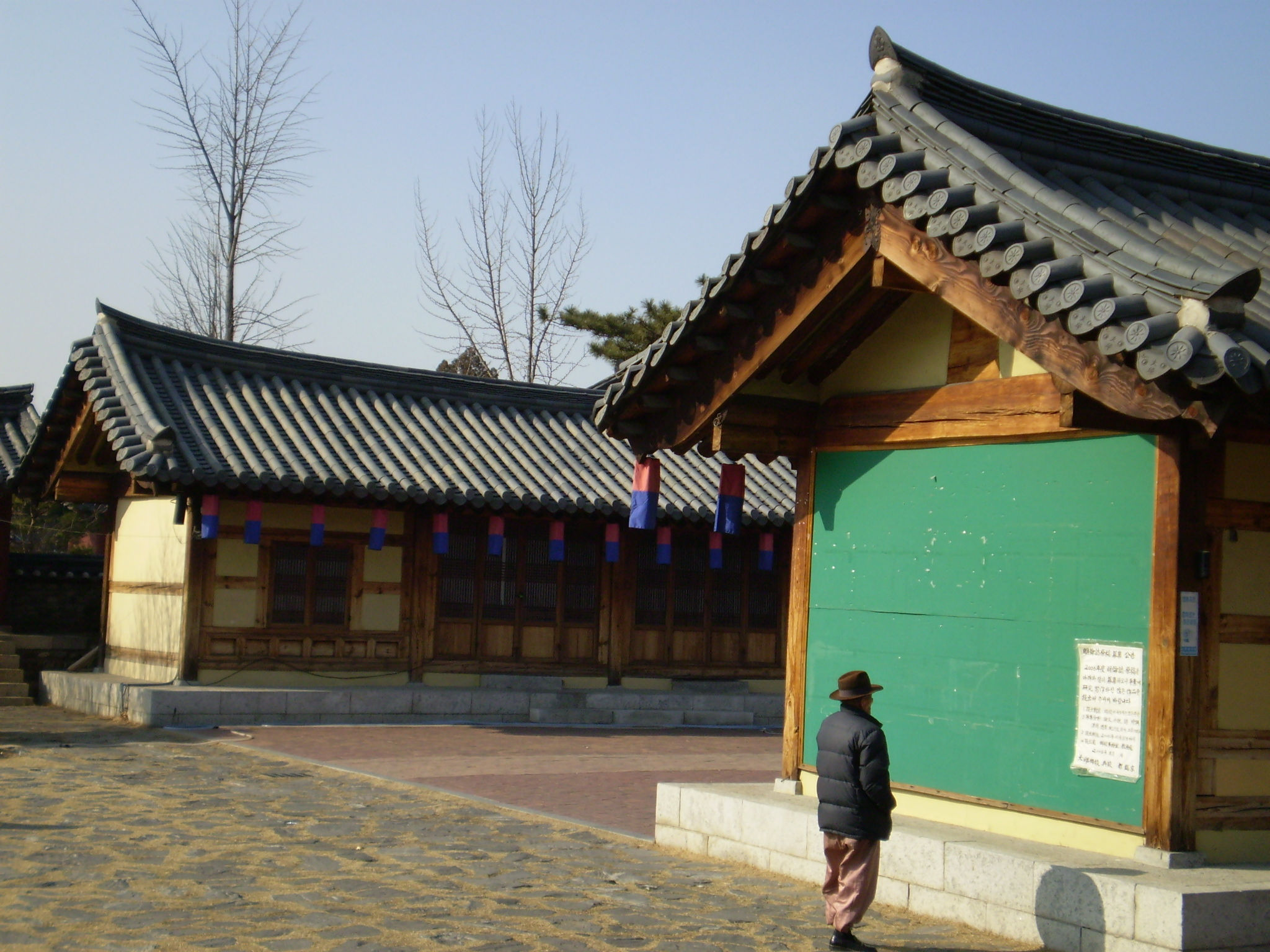
대구향교 동·서재

명륜당을 마주보고 섰을 때 왼편에 있는 것이 동재, 오른편에 있는 것이 서재이다. 동서재는 앞 4칸, 옆 2칸의 맞배지붕 건물로 정면 좌우 한칸씩 창문이 있고 가운데에 문이 설치되어 있다. 동서로 위치한 재는 명륜당의 부속 건물로써 향교에서 공부하는 유생들의 기숙사로 사용되었다. 원래 향교를 건축할 때 함께 세워졌으나 1932년에 향교가 이건된 뒤 다시 건립되지 못했다. 이후 1990년에 낙육재를 지으면서 동서재 또한 함께 재건하였다. 명륜당과 동서재 사이의 공간은 향교에서 여는 한문이나 고전 강독, 한시 경연대회 및 전통혼례와 같은 가정의례가 벌어지는 곳이다. 명륜당에서 동서재로 나가 대성전으로 들어가는 옆문 앞에는 2.53m의 공자상이 향교 외삼문을 마주보고 세워져 있는데, 대구향교의 공자상은 1997년 중국 산둥성(山東省) 칭다오시(靑島市)에서 대구광역시와의 자매결연 5주년을 기념해 백옥(白玉)으로 제작하여 기증한 것이다.

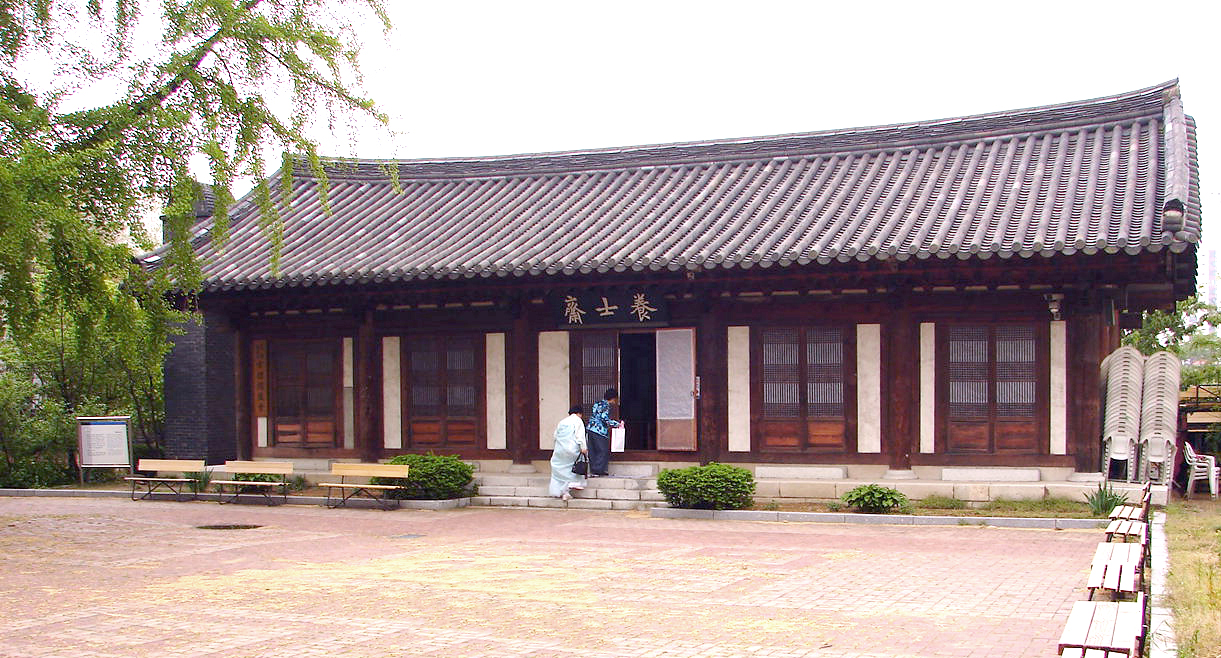
대구향교 양사재

양사재(養士齋)
영조(英祖) 43년(1766년)에 대구 판관 김노(金魯)에 의해 건립되었는데, 관찰사 김응순(金應淳)과 김노 자신이 쓴 기문이 남아 있다. 향교에서는 해마다 봄과 가을에 고을 내의 유생들을 뽑아 기숙하게 하면서 이곳에서 학문을 강의하였고, 향시(鄕試) 때마다 시험장으로 사용하였다. 1991년 12월 28일, 현재의 자리에 상층 32평, 하층 36평으로 재건되었다. 지상으로 드러난 양사재 건물은 앞 5칸에 옆 2칸의 맞배지붕 건물로 내부는 통칸으로 되어 있다. 창건 당시에는 지금의 교동, 향교 구역 내의 동신문(東神門) 밖에 있었다고 한다. 현재 양사재 하층은 대구향교 소속 여성유도회와 여성예학연구원의 교육도장으로 쓰이고 있다.
낙육재(樂育齋)
경종(景宗) 원년(1721년)에 경상감사 조태억(趙泰億)이 대구읍성의 남문 밖에 세웠고, 경상도 지역의 유생들을 뽑아 기숙시키며 독서 및 학문 연구를 지원하였다. 건립 당시 낙육재는 대구향교와는 독립된 건축이었다. 독서와 시부(詩賦)의 제술, 연구 등의 기능이 있었던 교육기관임에도 향교와는 달리 문묘(文廟)나 사묘(祀廟)를 따로 두지 않았던 것이 특징이다. 고종(高宗) 광무(光武) 10년(1906년) 통감부에 의해 철폐되었으며 1990년 10월 7일에 대구시 보조금 및 대구향교재단의 자체자금으로 향교 내에 양사재 옆에 재건되었다. 앞 5칸, 옆 4칸의 맞배지붕 건물로 안은 통칸으로 되어 있다. 낙육재가 철폐될 당시 낙육재의 재산은 협성학교 설립에 쓰였고, 소장되어 있던 장서(전 764책)는 현재 대구향교와 대구부립도서관을 거쳐 현재 대구시립중앙도서관에 소장되어 있다(해당 도서관의 고문헌 보관실 명칭의 유래도 낙육재에서 온 것이다).

## 참고 문헌
- 이 문서에는 다음커뮤니케이션(현 카카오)에서 GFDL 또는 CC-SA 라이선스로 배포한 글로벌 세계대백과사전의 내용을 기초로 작성된 글이 포함되어 있습니다.

## 참고 자료
- 대구향교대성전 - 국가유산청 국가유산포털